# Ringkungsfiskare
Ringkungsfiskare (Megaceryle torquata) är en amerikansk fågel i familjen kungsfiskare inom ordningen praktfåglar. Den har en mycket vid utbredning från södra Texas i USA ända längst ner till Tierra del Fuego i Sydamerika.

## Kännetecken

### Utseende
Ringkungsfiskaren är en mycket stor (38–42 cm) medlem av familjen med en massiv näbb, ljus med mörk spets. Likt bälteskungsfiskaren är den mörkt blågrå ovan med vitt halsband, men är mycket större med kortare huvudtofs och rostrött på undersidan. Honan har rostrött på buk, undergump, undre stjärttäckare och undre vingtäckare. På bröstet syns ett tunt vitt tvärband under ett mycket bredare blågrått band. Hanen är roströd även på bröstet, men istället vit på undergump, undre stjärttäckare och undre vingtäckare.

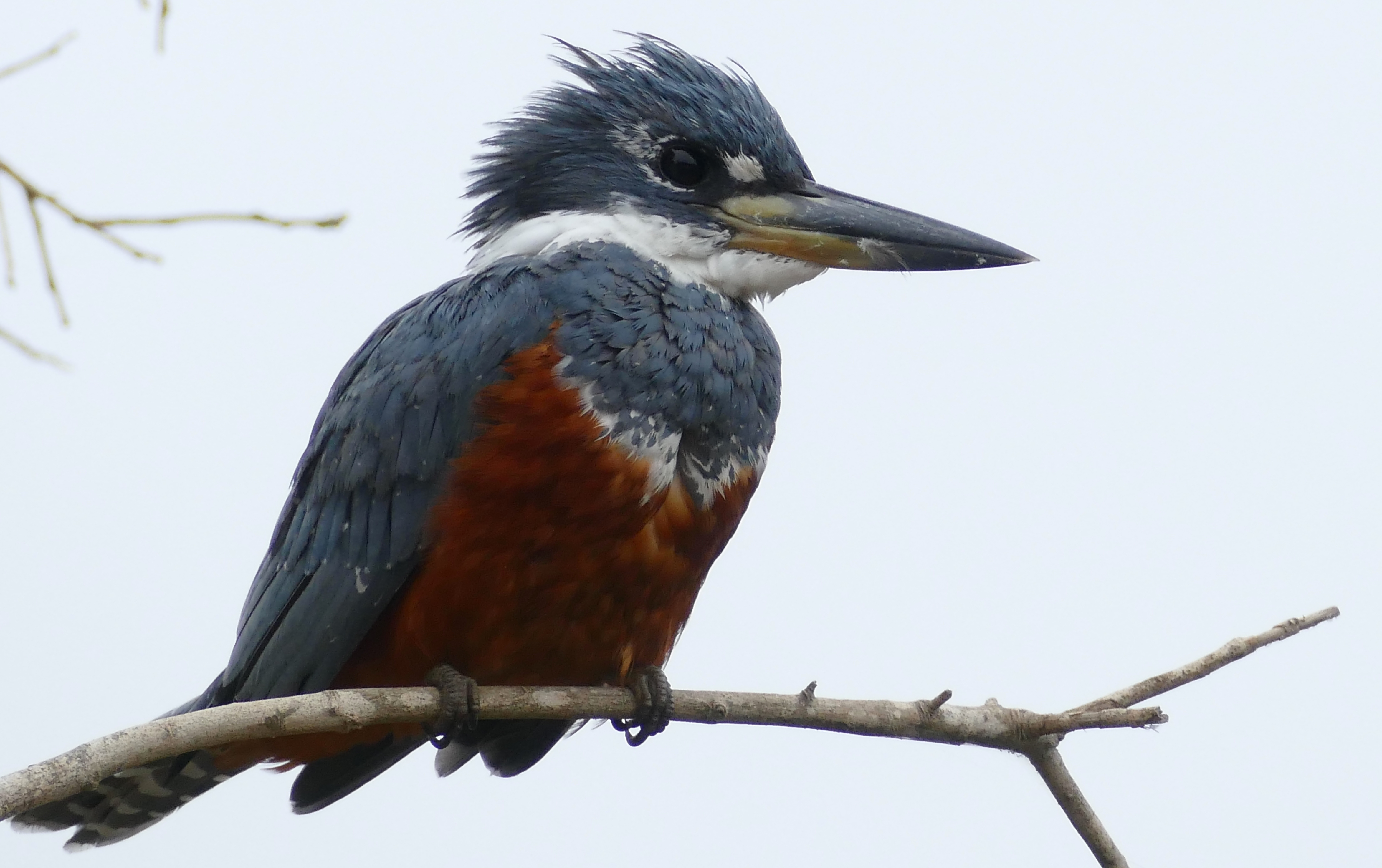
Hona.

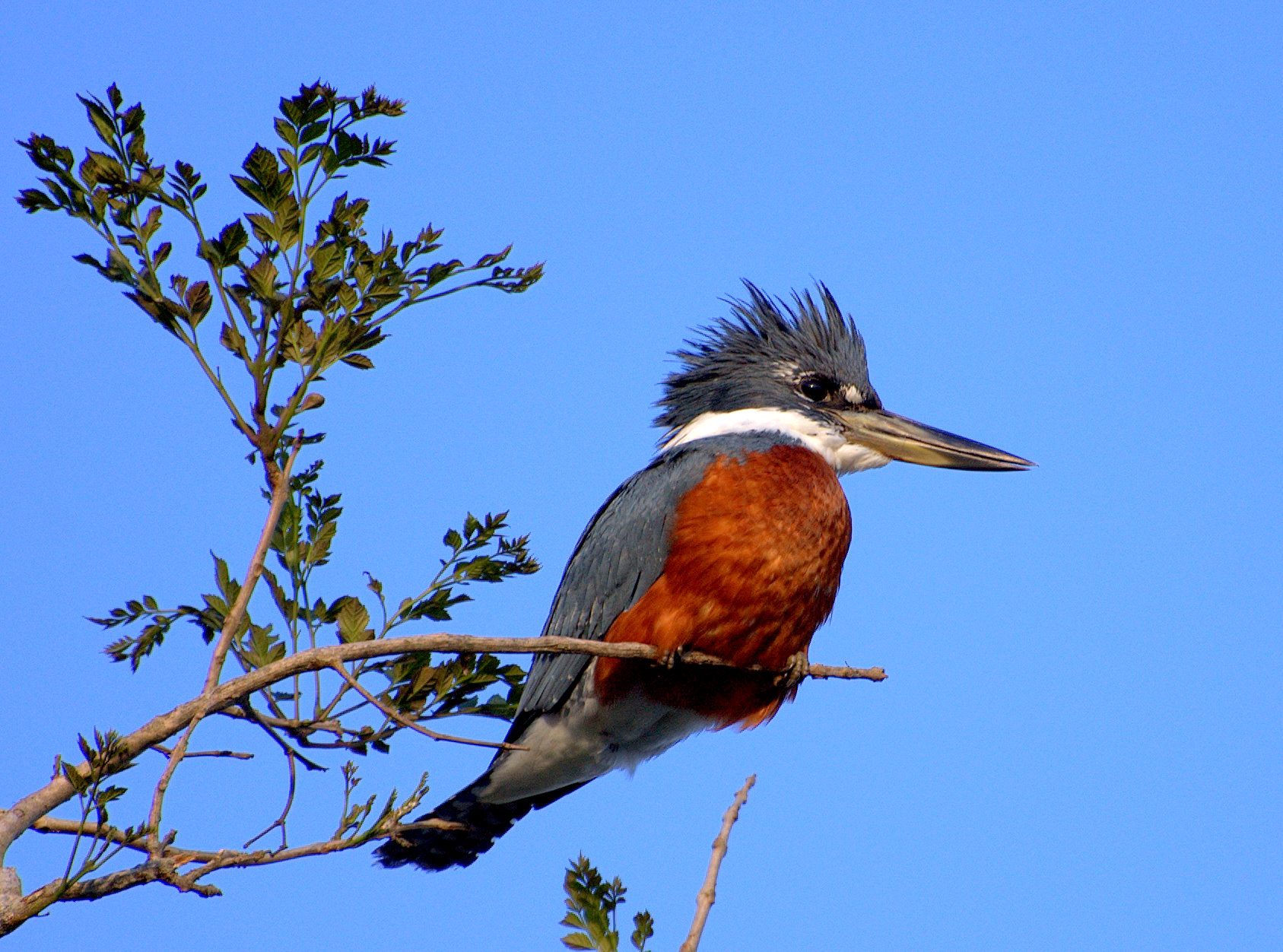
Hane.

### Läte
Lätet hörd från sittplats är ett mycket hårt "ke ke ke ke..." som beskrivs som ett maskingevär. I flykten hörs ett högljutt knackande "ktok" likt vissa läten hos mexikansk båtstjärt.

## Utbredning och systematik
Ringkungsfiskare delas in i två grupper av tre underarter med följande utbredning:
- torquata/stictipennis-gruppen
  - Megaceryle torquata torquata – förekommer från sydligaste Texas till norra Argentina samt öarna Trinidad och Isla Margarita utanför norra Sydamerika
  - Megaceryle torquata stictipennis – förekommer i Små Antillerna (Guadeloupe, Martinique, Dominica, Grenada)
- Megaceryle torquata stellata – förekommer i södra Chile och Argentina söderut till Tierra del Fuego, övervintrar norrut upp till nordöstra Argentina

Arten är närmast släkt med den mycket mindre likaledes amerikanska bälteskungsfiskaren, men står även nära asiatiska tofskungsfiskaren och afrikanska jättekungsfiskaren.

## Levnadssätt
Arten hittas intill olika vattendrag som stora, långsamt flytande floder, sjöar, våtmarker, laguner, flodmynningar och i Chile i fjorder. Fågeln lever huvudsakligen av fisk som laxkarpar och ciklider, men även groddjur, reptiler, krabbor och insekter.

## Status och hot
Arten har ett stort utbredningsområde och en stor population med stabil utveckling. Utifrån dessa kriterier kategoriserar IUCN arten som livskraftig (LC). Beståndet uppskattas till hela 20 miljoner vuxna individer.